# Skelsmergh
Skelsmergh var en civil parish 1866–2015 när det uppgick i Skelsmergh and Scalthwaiterigg i Storbritannien. Den ligger i grevskapet Cumbria och riksdelen England, i den centrala delen av landet, 400 km nordväst om huvudstaden London. Parish hade 303 invånare år 2011.